# Hercynodes
Hercynodes is een geslacht van vlinders van de familie snuitmotten (Pyralidae), uit de onderfamilie Pyralinae.

## Soorten
- H. miegi Ragonot, 1895
- H. myalis Rothschild, 1913